# Kanton Saint-André-les-Alpes
Kanton Saint-André-les-Alpes (fr. Canton de Saint-André-les-Alpes) – kanton w okręgu Castellane, departamencie Alpy Górnej Prowansji (fr. Alpes-de-Haute-Provence), w regionie Prowansja-Alpy-Lazurowe Wybrzeże (fr. Provence-Alpes-Côte d’Azur). Kod INSEE:0422. W jego skład wchodzi 6 gmin:
- Saint-André-les-Alpes,
- Allons (Alpes-de-Haute-Provence),
- Angles (Alpes-de-Haute-Provence),
- Lambruisse,
- Moriez,
- La Mure-Argens[3].

W kantonie w 2011 roku zamieszkiwało 1748 osób, w tym 852 mężczyzn i 896 kobiet.